# Martina Bortolotti
Martina Bortolotti von Haderburg  (* 1983 in Bozen) ist eine italienische Südtiroler Opernsängerin  der Stimmlage Sopran.

## Leben

### Ausbildung
Martina Bortolotti von Haderburg wurde als Tochter des Südtiroler Künstlers Amadeus Bortolotti und der aus Padua stammenden Psychologin Donatella Peruzzo geboren und wuchs zweisprachig (Deutsch und Italienisch) auf. Zusätzlich machte sie den Abschluss in Englisch und Französisch am Sprachenlyzeum in Bozen und besuchte einige Meisterkurse im Ausland, weil sie ursprünglich die Absicht hatte, im Tourismus oder als Lehrerin zu arbeiten.
Ihre Liebe zur Musik führte sie schließlich ans Konservatorium Bozen, wo sie Lied und Oratorium studierte und das Gesangsdiplom erlangte. Anschließend erfolgte ihre Aufnahme zwecks Fortbildung in die Akademie des Teatro alla Scala in Mailand, wo sie als Solistin und Chormitglied an Opernaufführungen und Konzerten des Theaters unter Dirigenten wie Riccardo Muti oder Giovanni Antonini mitwirkte. Sie besuchte das Konservatorium „Giuseppe Verdi“ und erlangte das akademische Diplom 1. und 2. Grades in Operngesang und in vokaler Kammermusik mit Auszeichnung.
Ein Erasmusstipendium führte sie an die Hochschule für Musik und Theater München unter der Leitung von Helmut Deutsch und Maria Cavazza, wo sie Oper und Liedgestaltung studierte, an den Klassen für slawische, russische und jüdische Vokalmusik teilnahm und bei Konzert- und Opernproduktionen der Hochschule mitwirkte. Sie besuchte in dieser Zeit Meisterkurse bei Brigitte Fassbaender, Teresa Berganza, Rajna Kabaiwanska, Helmut Deutsch, René Clemencic und Gustav Kuhn.

### Künstlerische Tätigkeit
Nach den Hochschulabschlüssen und den ersten Erfahrungen am Teatro alla Scala folgte eine rege Konzerttätigkeit im In- und Ausland. Bortolotti absolvierte Soloauftritte mit dem Orchester „Archi della Scala“ und Liederabende führten sie nach Wien, Mailand, Braunschweig, München und Hannover.
Im Bereich der geistlichen Musik erlangte sie Beachtung bei Festival-Auftritten in Bozen und Trient und durch Aufführungen des Requiems, der Missa brevis in B (Loretomesse) und der Vesperae solennes de Confessore von Wolfgang Amadeus Mozart mit dem Orchester Arteviva und den Archi della Scala.
Während eines Vorsingens in Mailand wurde der Regisseur Chung Kab Gyun auf Bortolotti aufmerksam und engagierte sie für die Rolle der Mimi in La Bohème von Giacomo Puccini an das Theater von Suncheon in Südkorea. Durch ein weiteres Vorsingen gelangte sie an das Stadttheater Bozen, wo sie die Titelrolle in der Oper Julie von Philippe Boesmans sang. Sie trat in Ferrara, Piacenza und Modena auf und sang in ihrer Heimatstadt unter der Leitung von Gustav Kuhn unter anderem die Partie der Marzelline in Beethovens Fidelio.
Das neuerliche Zusammentreffen mit Kuhn führte zur Aufnahme in die unter seiner Leitung stehende Accademia di Montegral und sie erhielt ein Engagement an die Tiroler Festspiele Erl, wo sie als Pamina in Mozarts Zauberflöte und als Fiordiligi in Così fan tutte auftrat und an der Kammermusikreihe und den Sponsorenkonzerten teilnahm. In Wagners Rheingold sang sie die Partie der Freia und in der Walküre verkörperte sie die Gerhilde.
Neben der geistlichen Musik und den Sopranpartien in diversen Opern liegt ein weiterer Schwerpunkt der Künstlerin im Bereich der großen sinfonischen Dichtung, wie etwa dem Solopart der 9. Sinfonie von Beethoven oder dem Solopart des Deutschen Requiems von Brahms. Der Operettenkunst widmete sich Martina Bortolotti bei den Südtiroler Operettenspielen und am Gran Teatro la Fenice in Venedig, wo sie unter anderem die Partie der Hanna Glawari in Die lustige Witwe von Franz Lehár, der Rosalinde in der Fledermaus von Johann Strauss und der Sylva Varescu in der Die Csárdásfürstin von Kálmán sang. Des Weiteren hat sie für Naxos die Rollen der Waldine und der Pauline in den Operetten Blindekuh und Waldmeister von Johann Strauss (Weltpremiere) aufgenommen.
Vom Smithsonian Museum wurde Bortolotti zu einem Rezital nach Washington, D.C. eingeladen und sie absolvierte mit dem Theater der Rundfunkgesellschaft SODRE eine Tournee in Uruguay.

## Repertoire (Auswahl)
- Eugenia in Il filosofo di campagna von Baldassare Galuppi
- Serpina in La serva padrona von Giovanni Battista Pergolesi
- Musetta und Mimi in La Bohème von Giacomo Puccini
- Norina in Don Pasquale von Gaetano Donizetti
- Belinda in Dido and Aeneas von Henry Purcell
- Marina in I quattro rusteghi von Ermanno Wolf-Ferrari
- Laura in Der Misogyne von H. W. Plate (Welterstaufführung)
- Valencienne und Hanna Glawary in Die lustige Witwe von Franz Lehár
- Giselda in I Lombardi alla prima crociata von Giuseppe Verdi
- Sylva Varescu und Comtesse Stasi in Die Csárdásfürstin von Emmerich Kálmán
- Freia im Rheingold von Richard Wagner
- Pamina in der Zauberflöte von Mozart
- Fiordiligi in Così fan tutte von Mozart

## Auszeichnungen und Preise
- 1999: Diploma di Merito Distinto beim Internationalen Wettbewerb für Kammermusik Palma d’oro
- 2000: Finalistin beim Premio Caruso in Mailand
- 2003: Finalistin beim Wettbewerb der Accademia di alto perfezionamento per solisti dell’arena di Verona
- 2003: Finalistin beim Internationalen Wettbewerb Città di Merano
- 2005: 1. Preis beim Internationalen Wettbewerb Paul Harris in Mailand
- 2008: 1. Preis beim Wettbewerb Neue Puccini-Stimmen in Innsbruck